# 卡氏高原鰍
卡氏高原鰍（學名：Triplophysa kaznakowi）為輻鰭魚綱鯉形目條鰍科高原鰍屬的其中一種。分布於亞洲中國新疆維吾爾族自治區天山圖古留克河(Tuguryuk River)流域，體長可達12.7公分，棲息在溪流底層水域，生活習性不明。

## 扩展阅读
維基物種上的相關：卡氏高原鰍